# Phreatia subsaccata
Phreatia subsaccata är en orkidéart som beskrevs av Johannes Jacobus Smith. Phreatia subsaccata ingår i släktet Phreatia och familjen orkidéer.
Artens utbredningsområde är Java. Inga underarter finns listade i Catalogue of Life.